# Metoda pojedynczego pomiaru kąta
Metoda pojedynczego pomiaru kąta (pomiar pojedynczego kąta, pomiar zwykły) – pomiar jednego kąta poziomego z jednego stanowiska pomiarowego. Jest to najczęściej stosowana metoda w pomiarach poligonów i ciągów sytuacyjnych. Pomiar kąta powinien być wykonany w obu położeniach lunety.

## Przebieg pomiaru kąta
1. Wycentrowanie i wypoziomowanie teodolitu lub tachimetru;
2. Nakierowanie lunety na cel lewy, odczyt i zapis wartości kąta.
3. Nakierowanie lunety na cel prawy, odczyt i zapis wartości kąta.
4. Obrócenie lunety przez zenit (obrót lunety o 180°/200g dookoła koła pionowego i poziomego) w II położenie.
5. Nakierowanie lunety na cel prawy, odczyt i zapis wartości kąta.
6. Nakierowanie lunety na cel lewy, odczyt i zapis wartości kąta.
7. Obliczenie różnicy średnich wartości dla wartość mierzonego kąta.

### Przykład dziennika pomiarowego
| Stanowisko | Cel | I położenie lunety | I położenie lunety | I położenie lunety | II położenie lunety | II położenie lunety | II położenie lunety | Różnica                      | Różnica                      | Różnica                      | Różnica | Różnica | Średnia wartość kąta | Średnia wartość kąta | Średnia wartość kąta |
| Stanowisko | Cel | I położenie lunety | I położenie lunety | I położenie lunety | II położenie lunety | II położenie lunety | II położenie lunety | z położenia I z położenia II | z położenia I z położenia II | z położenia I z położenia II | średnia | średnia | Średnia wartość kąta | Średnia wartość kąta | Średnia wartość kąta |
| Stanowisko | Cel | g                  | c                  | cc                 | g                   | c                   | cc                  | g                            | c                            | cc                           | c       | cc      | g                    | c                    | cc                   |
| ---------- | --- | ------------------ | ------------------ | ------------------ | ------------------- | ------------------- | ------------------- | ---------------------------- | ---------------------------- | ---------------------------- | ------- | ------- | -------------------- | -------------------- | -------------------- |
| 1          | L1  | 179                | 81                 | 93                 | 379                 | 82                  | 36                  | 61                           | 90                           | 24                           | 90      | 04      | 61                   | 90                   | 04                   |
| 1          | P1  | 241                | 72                 | 17                 | 41                  | 72                  | 20                  | 61                           | 89                           | 84                           | 90      | 04      | 61                   | 90                   | 04                   |
| 2          | L2  | 295                | 34                 | 15                 | 95                  | 34                  | 00                  | 76                           | 68                           | 55                           | 69      | 02,5    | 76                   | 69                   | 02                   |
| 2          | P2  | 372                | 02                 | 70                 | 172                 | 03                  | 50                  | 76                           | 69                           | 50                           | 69      | 02,5    | 76                   | 69                   | 02                   |